# Чистоводовка
Чистоводовка (укр. Чистоводівка), (в прошлом — Ветровка) село, Чистоводовский сельский совет, Изюмский район, Харьковская область.
Код КОАТУУ — 6322888501. Население по переписи 2001 года составляет 793 (363/430 м/ж) человека.
Является административным центром Чистоводовского сельского совета, в который не входят другие населённые пункты.

## Географическое положение
Село Чистоводовка находится на реке Мокрый Изюмец, выше по течению на расстоянии в 2 км расположено село Боголюбовка, ниже по течению на расстоянии в 3,5 км — село Липчановка.
На реке большая запруда (~80 га).

## История
- 1750 — дата основания.

## Экономика
- Сельскохозяйственное производственное предприятие «Золотая Нива-1».

## Объекты социальной сферы
- Школа.

## Достопримечательности
- Братская могила советских воинов и памятный знак воинам-односельчанам. Похоронено 6 воинов.
- Братская могила советских воинов и памятный знак воинам-односельчанам. Похоронено 76 воинов.